# سایرکس
سایرکس (به انگلیسی: Cyrax) یکی از شخصیت‌های ساختگی مجموعه بازی ویدئویی مورتال کامبت است که توسط میدوی گیمز منتشر شد و توسط اد بون و جان توبایاس خلق شد. اولین حضور او در بازی مورتال کامبت ۳ در سال ۱۹۹۵ بود؛ او یکی از اعضای قبیله قاتلان لین‎کویی بود و جزء کسانی بود که تبدیل به سایبورگ شدند. از بین هم‌کاران خود یعنی سکتور و اسموک، سایرکس انتخاب شد تا از عضو سابق قبیله لین‌کویی، یعنی ساب-زیرو، جاسوسی و سپس آن را نابود کند. برخلاف سکتور، او و اسموک توانستند خود را دوباره به‌انسان تبدیل کنند؛ سایرکس پس از برگرداند روح خود به‌جسمش، به سونیا بلید و جکس بریگز پیوست تا عضو گروه تحقیقاتی دربارهٔ اوت‌ورلد باشد. گذشته او (قبل از اینکه به‌سایببورگ تبدیل شد یا همان انسانیتش) در مورتال کامبت ۲۰۱۱ برای خودش داستانی دارد و تغییر و گسترش یافته‌است.